# Chris Brown (album)
Chris Brown è l'album omonimo di debutto del cantante statunitense Chris Brown. Il disco è stato pubblicato negli USA il 29 novembre 2005 sotto la Jive Records.

## Produzione

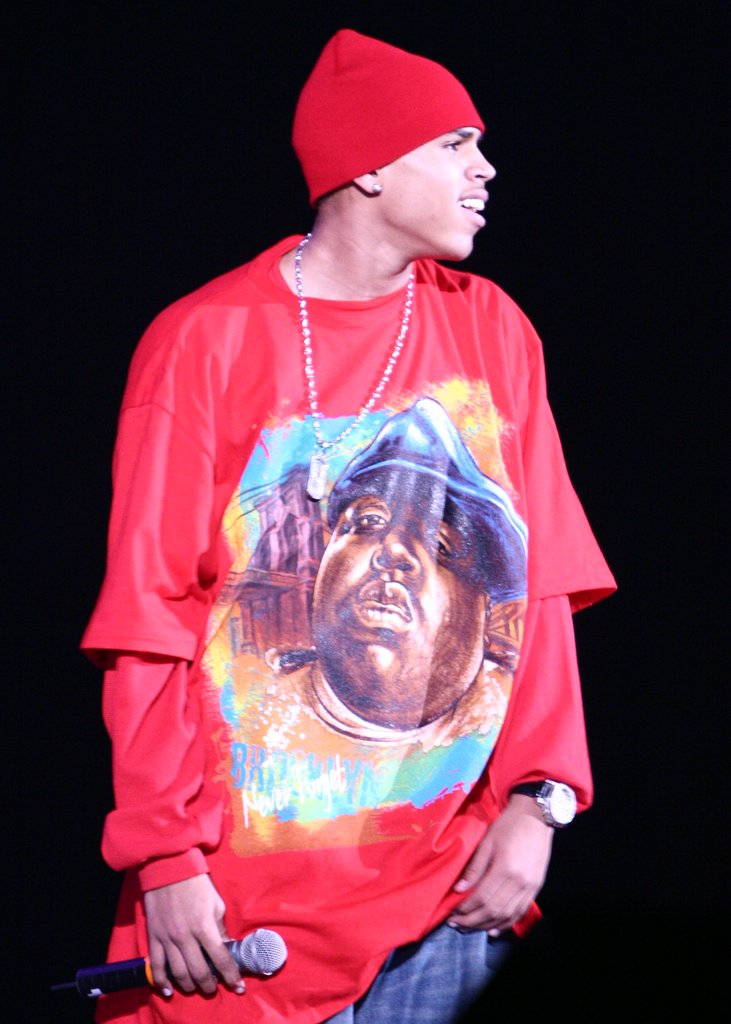
Chris Brown nel 2005

Nel 2002, all'età di 13 anni, Brown è stato notato alla stazione di servizio dove lavorava suo padre da un team di produzione, che era alla ricerca di talenti. Nell'agosto del 2004, Brown, che aveva adattato il nome d'arte di "C-Syzle", attirò l'attenzione di Tina Davis, Senior executiveina esecutiva A&R della Def Jam Recordings, e li fece il suo provino per l'Island Def Jam Music Group, davanti ad Antonio L.A. Reid.
Successivamente Antonio L.A. Reid gli offrì un contratto, che Tina Davis gli consigliò di rifiutare. Successivamente Tina Davis perse il suo lavoro, a causa di una ristrutturazione aziendale, dopo che la Def Jam Recordings e la Roc-A-Fella Records si unirono. Lo stesso giorno, Brown la assunse come suo manager e si trasferì nella sua casa nel New Jersey. Dopo settimane di ricerca per un'etichetta, Brown ebbe un contratto con la Jive Records.
Brown abbandonò la scuola per dedicarsi interamente alla sua musica. Brown poi iniziò a registrare l'album a Miami, con Mark Pitts, l'A&R della Jive Records, che fece firmare a Brown con la casa discografica. A quel punto, registrarono circa 50 canzoni per il suo primo album. L'album inizialmente doveva intitolarsi Young Love, ma l'idea è stata scartata poiché venne considerata troppo adolescienziale. L'intero album è stato prodotto in 8 settimane.

## Tracce
1. Intro – 0:56 (Christopher Brown, Edmund Clement)
2. Run It! (feat. Juelz Santana) – 3:49 (Scott Storch, Sean Garrett, LaRon James)
3. Yo (Excuse Me Miss) – 3:49 (Johntá Austin, Vidal Davis, Andre Harris)
4. Young Love – 3:38 (Harvey Mason Jr., Damon Thomas, Antonio Dixon, Keri Hilson, Patrick "J. Que" Smith)
5. Gimme That – 3:06 (Scott Storch, Sean Garrett)
6. Ya Man Ain't Me – 3:34 (Harvey Mason Jr., Damon Thomas, Antonio Dixon, Eric Dawkins, Steve Russell, Durrell "Tank" Babbs)
7. Winner – 4:04 (Christopher Brown, Bryan-Michael Cox, Kendrick "WyldCard" Dean, Adonis Shropshire)
8. Ain't No Way (You Won't Love Me) – 3:23 (Warren "Oak" Felder, Sean Garrett, Zhang Fuquan)
9. What's My Name (feat. Noah) – 3:52 (Christopher Brown, Cool & Dre)
10. Is This Love? – 3:17 (Harvey Mason Jr., Damon Thomas, Eric Dawkins, Steve Russell)
11. Poppin' – 4:25 (Johntá Austin, Vidal Davis, Andre Harris)
12. Just Fine – 3:52 (Christopher Brown, Lance Bennett, Shannon Lawrence, Mike Winans)
13. Say Goodbye – 4:49 (Bryan-Michael Cox, Kendrick "WyldCard" Dean, Adonis Shropshire)
14. Run It! (feat. Bow Wow and Jermaine Dupri) (Remix) – 4:04 (Scott Storch, Sean Garrett, Jermaine Dupri)
15. Thank You – 4:26 (Christopher Brown, Shea Taylor, Lamont "LA" Fleming, Tina Davis)

Tracce aggiunte nell'edizione deluxe
1. Seen The Light (feat. Rico Love) – 4:10
2. Gimme That (feat. Lil' Wayne) (Remix) – 3:56

## Successo commerciale
L'album entrò nella Billboard 200 piazzandosi alla posizione n.2 e vendendo più di 155 000 copie. È diventato disco di platino cinque settimane dopo. Le vendite complessive durante il primo anno di pubblicazione sono state 2.2 milioni solo negli USA e più di 3.4 milioni in tutto il mondo. Nel 2019, l'album è stato certificato triplo disco di platino in patria.
I singoli estratti sono Run It!, Yo (Excuse Me Miss), Gimme That, Say Goodbye e Poppin'. Raggiunsero tutti un ottimo successo commerciale, con Run It! che raggiunse la vetta in patria, Yo e Say Goodbye raggiunsero la top 10, e Gimme That e Poppin' , che si sono piazzati rispettivamente alla posizione 15 e alla 42 della Billboard Hot 100.

## Classifiche

### Classifiche settimanali
| Classifica (2005–06) | Posizione massima |
| -------------------- | ----------------- |
| Austria              | 66                |
| Belgio (Fiandre)     | 47                |
| Francia              | 51                |
| Germania             | 31                |
| Irlanda              | 71                |
| Nuova Zelanda        | 8                 |
| Paesi Bassi          | 47                |
| Regno Unito          | 29                |
| Stati Uniti          | 2                 |
| Svizzera             | 18                |

### Classifiche di fine anno
| Classifica (2006) | Posizione |
| ----------------- | --------- |
| Stati Uniti       | 17        |
| Classifica (2007) | Posizione |
| Stati Uniti       | 199       |